# ロバンバ
ロバンバ（Lobamba）は、エスワティニの都市。王宮であるロジナ宮殿がある。人口は約11000人（2006年）規模であり、エスワティニ王国第3の都市である。

## 概要
行政首都はムババーネであるが、ロバンバには王宮と議会が置かれており、立法の首都となっている。また、王母の宮殿もロバンバにある。

## 地理
ロバンバは国の西部、エズルウィニ渓谷にあり、ホホ地方に属する。ムババーネからは16km南に離れている。

## 観光

### 観光スポット
ロバンバには王宮や議会のほかに、スワジランド国立博物館やソブーザ2世記念公園などがある。ソムホロロ国立競技場は、スポーツイベントのほかに王家の戴冠式などの国家的イベントにも使用される。

## 文化

### 祭事･催事
ロバンバは王家の主催する二つの祭りで有名である。ひとつは王母によって開催されるウムランガ（リード・ダンス）であり、8月と9月に行われる。もうひとつは国王によって開催されるインクワラであり、12月と1月に開催される。これらの祭りは伝統的なものであり、民族衣装と伝統舞踊によって祝われる。